# Dolby Atmos

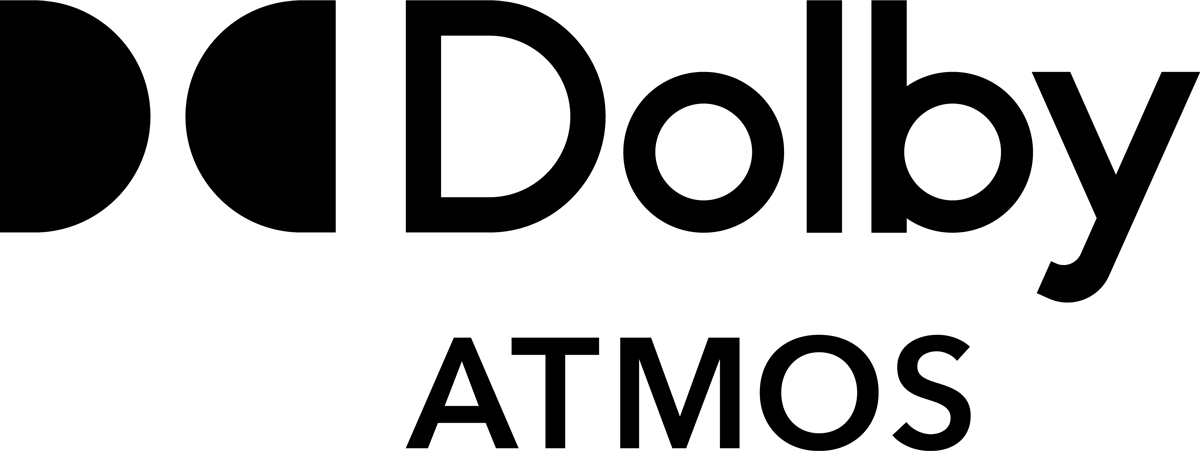
Logo Dolby Atmos

Dolby Atmos è il nome di una tecnologia audio surround annunciata da Dolby Laboratories nell'aprile del 2012 e usata per la prima volta nel giugno dello stesso anno dalla Pixar per il film Ribelle - The Brave.

## Storia

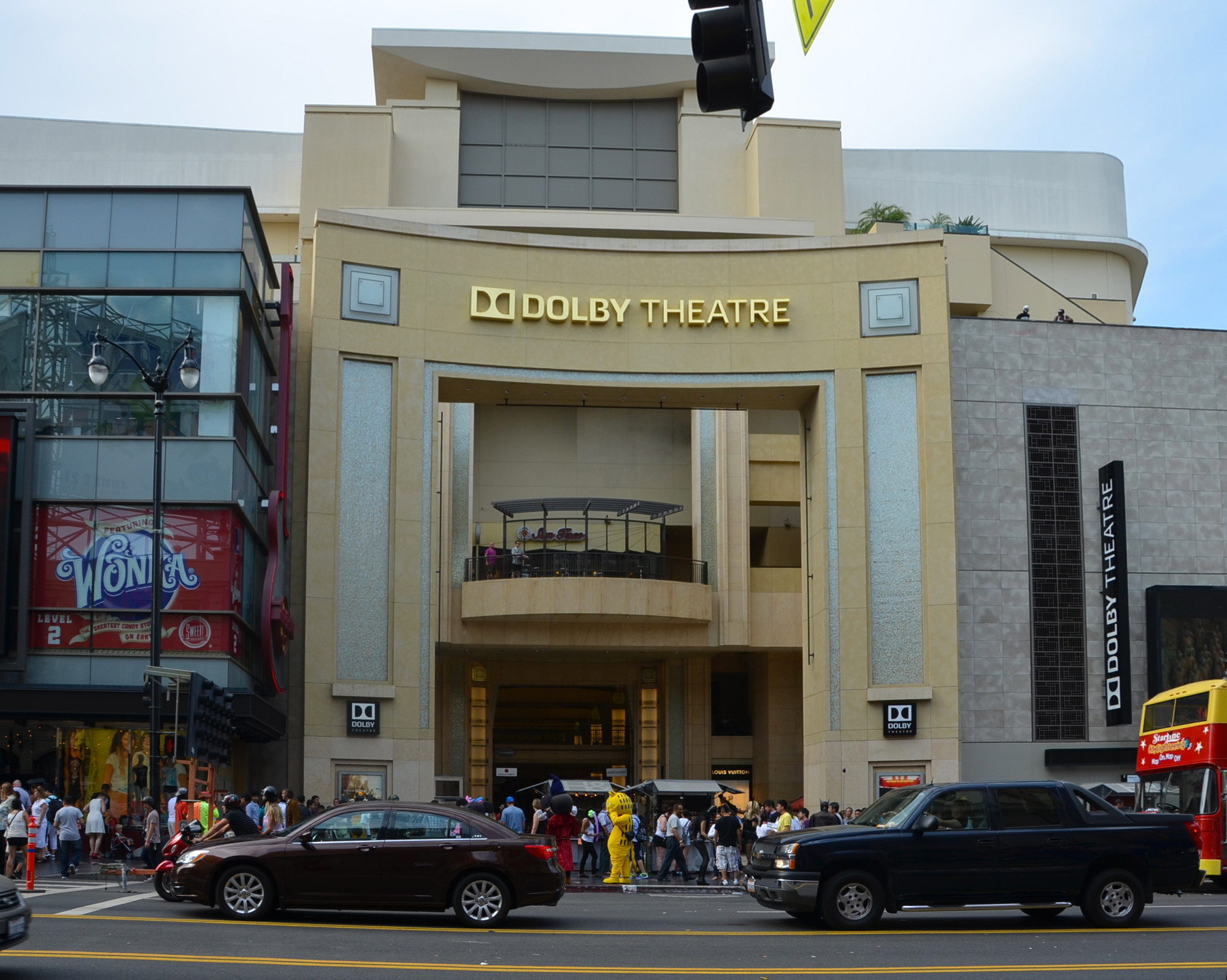
Dolby Theatre su Hollywood Boulevard, a Los Angeles.

La prima installazione del sistema Dolby Atmos è stata utilizzata nel giugno del 2012 al Dolby Theatre di Hollywood in California per la prima del film Pixar Ribelle - The Brave, per poi essere adottata da altre opere.
Nel corso del 2012 l'installazione nei cinema era limitata a 25 sale in tutto il mondo, arrivando a 300 nel 2013. Nella prima metà del 2013 varie sale europee hanno adottato il Dolby Atmos, tra cui sette cinema UCI e Cinesa in Germania e Spagna. In Italia dalla prima metà del 2014, in occasione dell'uscita del film Transformers 4 - L'era dell'estinzione, il Dolby Atmos è stato introdotto in varie sale della UCI. Dal febbraio 2015 più di 2100 sale adottano questo formato.
Alla fine del 2014 il Dolby Atmos è stato adattato anche per l'uso su impianti home cinema.

## Caratteristiche
Il sistema Dolby Atmos si basa sull'uso di "oggetti sonori", a differenza delle tecnologie precedenti che si basavano sul sistema audio multicanale (come 5.1 o 7.1). Questo sistema supporta fino a 128 oggetti sonori distinti, ognuno con le proprie caratteristiche, a ognuno dei quali si può assegnare una qualsiasi posizione in uno spazio tridimensionale fissa o variabile nel tempo: in base alla posizione assunta dall'oggetto in un determinato momento, il processore audio deciderà quali saranno gli altoparlanti che lo riprodurranno (fino ad un massimo di 64), così da generare un ambiente audio tridimensionale. Poiché gli altoparlanti possono essere installati in qualunque punto della sala cinematografica, anche sul soffitto, il suono può essere mosso in maniera verosimile, ad esempio facendo sentire la pioggia cadere dall'alto o muovendo il rimbombo di un tuono attraverso tutta la sala.

## Versione home cinema
La tecnologia Dolby Atmos è stata inizialmente creata per l'uso in installazioni commerciali, ma successivamente è stata adattata anche per l'home cinema. Sono in vendita ricevitori e altoparlanti compatibili che richiedono una configurazione minima da 5.1.2 in su (cinque altoparlanti distribuiti, un subwoofer e due altoparlanti da soffitto). Vengono prodotte anche soundbar o diffusori acustici che includono uno o più altoparlanti e che irradiano il suono verso l'alto: sfruttando le riflessioni delle onde sonore si evita l'installazione di altoparlanti a soffitto.

### Differenze dalle installazioni commerciali
A causa della limitata larghezza di banda e scarsa potenza di elaborazione, Dolby Atmos per impianti domestici non ha la stessa resa qualitativa riscontrabile nelle sale cinematografiche. Nella versione home cinema, per ricreare la traccia Atmos, viene aggiunto al Dolby TrueHD o al Dolby Digital Plus un substream, codificato spazialmente, che è solo una rappresentazione codificata del mix originale basato sugli oggetti originali fusi insieme; non è un canale codificato a matrice ma un canale digitale spazialmente codificato.